# Estación de Lugano
La estación de Lugano (del italiano: Stazione di Lugano) es la principal estación ferroviaria de la comuna suiza de Lugano, en el Cantón del Tesino.

## Historia y situación
La estación fue inaugurada en el año 1874 con la apertura al tráfico ferroviario de la línea que comunicaba a Biasca con Chiasso. Cuando se abrió en 1882 el Túnel ferroviario de San Gotardo, se pudo dar continuidad hacia el resto de Suiza de los trenes de la línea, y el paso del Monte Ceneri, que comunicaba con Italia. En 1886 fue abierto el funicular que unía a la ciudad con la estación, permitiendo un mejor acceso a la misma. A la estación se sumó en el año 1909 el ferrocarril de vía métrica entre Lugano y Tesserete, al que se le unió en 1912 otro trazado de vía métrica entre Lugano y Ponte Tresa. El primero fue clausurado en 1967, mientras que el segundo sigue prestando servicio hoy en día, contando con una estación junto a la de SBB-CFF-FFS.
En 2016 está prevista la apertura del nuevo Túnel de base San Gotardo, que permitirá reducir significativamente los tiempos de viaje de los trenes que la comunican hacia el resto de Suiza, que pasarán a ahorrarse en torno a una hora de viaje.
La estación se encuentra situada sobre una colina en el suroeste del núcleo urbano de Lugano. Debido a esta ubicación, la estación ha creado un barrio a su alrededor, el conocido como barrio de Besso. Sus instalaciones ferroviarias están formadas por tres andenes, dos laterales y uno principal, a los que dan servicio 4 vías. En la zona de FLP, existen dos vías con un andén cada una

## Servicios ferroviarios
Los servicios operados por SBB-CFF-FFS se componen de trayectos de largo recorrido y de servicios de corta distancia de ámbito regional, prestados por TiLo.

### Larga distancia
- EC Zúrich - Zug - Arth-Goldau - Bellinzona - Lugano - Chiasso - Como S.Giovanni - Milán.
- ICN Zúrich - Zug - Arth-Goldau - Bellinzona - Lugano. Algunos trenes al día son prolongados hasta Chiasso.
- ICN Basilea-SBB - Olten - Lucerna - Arth-Goldau - Bellinzona - Lugano.
- IR Zúrich - Zug - Arth-Goldau - Schwyz - Brunnen - Flüelen - Erstfeld - Göschenen - Airolo - Faido - Biasca - Bellinzona - Lugano - Mendrisio - Chiasso.

### Regionales
- RE Biasca - Bellinzona - Lugano - Chiasso - Como S.Giovanni - Milán.

- S10 Biasca – Castione – Arbedo – Bellinzona – Lugano – Chiasso – Albate-Camerlata
- S60 Lugano FLP  - Ponte Tresa.